# 國際設計聯盟
國際設計聯盟（International Design Alliance；IDA）乃於2003年9月由國際平面設計協會（Icograda）和國際工業設計社團協會（Icsid）所協助成立；2008年9月起，與國際室內建築師暨設計師團體聯盟（IFI）亦有夥伴關係的民間組織。
宗旨之一是「合力做他們單獨做不了的事」（Do together what they cannot do alone），專注於專業設計人士在多元事務上的合作與交流。

## 執行董事會
2009年至2011年：

### 輪值主席
- Dr. Mark Breitenberg（Icsid主席）
- Mr. Russell Kennedy（Icograda主席）
- Ms. Shashi Caan（IFI主席）

### 董事
- Mr. Soon In Lee（Icsid下屆主席）
- Ms. Michelle Berryman（Icsid董事）
- Ms. Leimei Julia Chiu（Icograda下屆主席）
- Ms. Iva Babaja（Icograda副主席）
- Mr. Joe Pettipas（IFI下屆主席）
- Ms. Madeline Lester（IFI上屆主席）

### 秘書處
- Ms. Brenda Sanderson（Icograda總監）
- Ms. Dilki de Silva（Icsid秘書長）
- Ms. Deirdre Gould（IFI秘書長）

## 世界設計大會
世界設計大會（IDA Congress）是設計師與非設計師之間得以對話的主要高峰會。

## 外部連結
- 國際設計聯盟簡介